# Zatrephes dichroma
Zatrephes dichroma là một loài bướm đêm thuộc phân họ Arctiinae, họ Erebidae.